# Максимилиан Франц фон Валдбург-Волфег
Максимилиан Франц Евзебиус фон Валдбург-Волфег (на немски: Maximilian Franz Eusebius zu Waldburg-Wolfegg; * 8 януари 1641; † 21 август 1681) е имперски наследствен „трушсес“ и граф на Валдбург и Волфег.

## Произход
Той е син на генерал-фелдмаршал Максимилиан Вилибалд фон Валдбург-Волфег (1604 – 1667) и първата му съпруга графиня Магдалена Юлиана фон Хоенлое-Валденбург (1619 – 1645), дъщеря на граф Филип Хайнрих фон Хоенлое-Валденбург (1591 – 1644) и графиня Доротея Валбурга фон Хоенлое-Нойенщайн (1590 – 1656). Баща му Максимилиан Вилибалд фон Валдбург-Волфег се жени втори път на 26 декември 1648 г. в Линдау ам Бодензее за принцеса и контеса Клара Изабела фон Аренберг (1629 – 1670). Полубрат е на Йохан (1661 – 1724), фрайхер на Валдбург, граф на Волфег във Валдзее.

## Фамилия
Максимилиан Франц фон Валдбург-Волфег се жени на 11 март 1676 г. за графиня и алтграфиня Мария Ернестина фон Залм-Райфершайд-Дик (* 30 юни 1657; † 13 март 1723), дъщеря на граф и алтграф Ернст Салентин фон Залм-Райфершайд-Дик (1621 – 1684) и графиня Клара Магдалена фон Мандершайд (1636 – 1692). Те имат четири деца:
- Мария Анна фон Валдбург-Волфег (* 19 януари 1677; † 10 август 1678)
- Фердинанд Лудвиг фон Валдбург-Волфег (* 19 юли 1678; † 6 април 1735), фрайхер, граф на Волфег, имперски наследствен „трушсес“, женен на 14 февруари 1700 г. за фрайин Мария Анна Амалия фон Шеленберг (* 31 октомври 1681; † 13 август 1754)
- Анна Лудовика/Луиза фон Валдбург-Волфег (* 13 септември 1679; † 25 март 1736, Виена), омъжена на 12 октомври 1702 г. във Виена за Ернст Якоб фон Валдбург-Цайл (* 28 октомври 1673; † 8 юни 1734)
- Мария Якоба Антония Евсебия фон Валдбург-Волфег (* 21 януари 1681; † 17 юли 1682)